# Bignay
Cet article concerne un village de Charente-Maritime. Pour l'arbre fruitier de la famille des Phyllanthaceae, voir Antidesma bunius.
Bignay est une commune du Sud-Ouest de la France située dans le département de la Charente-Maritime (région Nouvelle-Aquitaine).
Ses habitants sont appelés les Bignaysiens et les Bignaysiennes.

## Géographie

### Communes limitrophes
|               | Voissay | Ternant (quadripoint) |
| Les Nouillers | Bignay  | Mazeray               |
| Taillant      | Fenioux |                       |

## Urbanisme

### Typologie
Au 1er janvier 2024, Bignay est catégorisée commune rurale à habitat dispersé, selon la nouvelle grille communale de densité à 7 niveaux définie par l'Insee en 2022.
Elle est située hors unité urbaine. Par ailleurs la commune fait partie de l'aire d'attraction de Saint-Jean-d'Angély, dont elle est une commune de la couronne,. Cette aire, qui regroupe 37 communes, est catégorisée dans les aires de moins de 50 000 habitants,.

### Occupation des sols
L'occupation des sols de la commune, telle qu'elle ressort de la base de données européenne d’occupation biophysique des sols Corine Land Cover (CLC), est marquée par l'importance des territoires agricoles (84,4 % en 2018), une proportion sensiblement équivalente à celle de 1990 (84,3 %). La répartition détaillée en 2018 est la suivante : 
terres arables (65,4 %), forêts (15,6 %), zones agricoles hétérogènes (13,9 %), prairies (5 %). L'évolution de l’occupation des sols de la commune et de ses infrastructures peut être observée sur les différentes représentations cartographiques du territoire : la carte de Cassini (XVIIIe siècle), la carte d'état-major (1820-1866) et les cartes ou photos aériennes de l'IGN pour la période actuelle (1950 à aujourd'hui).

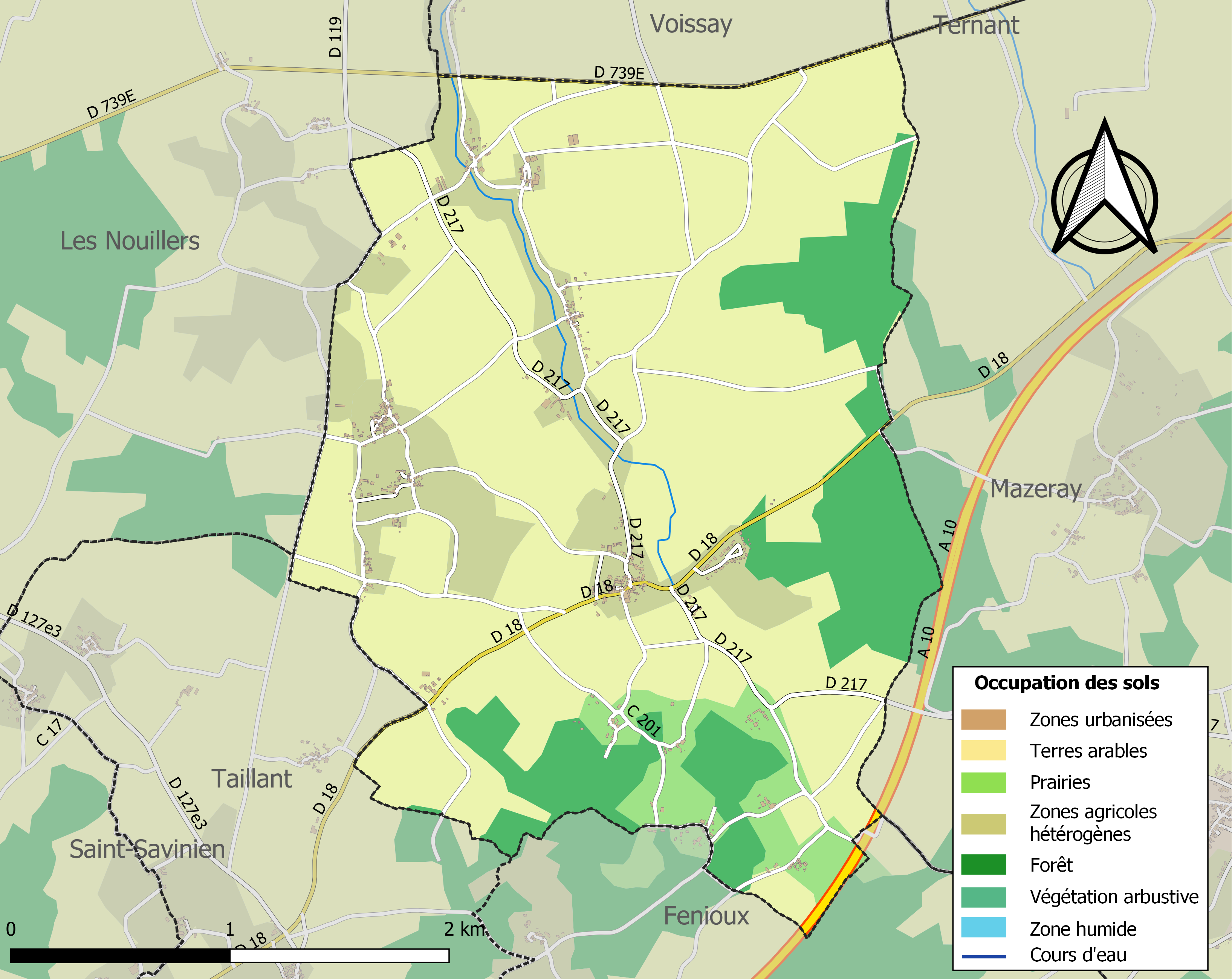
Carte des infrastructures et de l'occupation des sols de la commune en 2018 (CLC).

### Risques majeurs
Le territoire de la commune de Bignay est vulnérable à différents aléas naturels : météorologiques (tempête, orage, neige, grand froid, canicule ou sécheresse), inondations et séisme (sismicité modérée). Il est également exposé à un risque technologique,  le transport de matières dangereuses. Un site publié par le BRGM permet d'évaluer simplement et rapidement les risques d'un bien localisé soit par son adresse soit par le numéro de sa parcelle.

#### Risques naturels
Certaines parties du territoire communal sont susceptibles d’être affectées par le risque d’inondation par débordement de cours d'eau. La commune a été reconnue en état de catastrophe naturelle au titre des dommages causés par les inondations et coulées de boue survenues en 1982, 1999 et 2010,.
Par ailleurs, afin de mieux appréhender le risque d’affaissement de terrain, l'inventaire national des cavités souterraines permet de localiser celles situées sur la commune.
Concernant les mouvements de terrains, la commune a été reconnue en état de catastrophe naturelle au titre des dommages causés par des mouvements de terrain en 1999 et 2010.

#### Risques technologiques
Le risque de transport de matières dangereuses sur la commune est lié à sa traversée par une ou des infrastructures routières ou ferroviaires importantes ou la présence d'une canalisation de transport d'hydrocarbures. Un accident se produisant sur de telles infrastructures est susceptible d’avoir des effets graves sur les biens, les personnes ou l'environnement, selon la nature du matériau transporté. Des dispositions d’urbanisme peuvent être préconisées en conséquence.

## Toponymie
Le bourg de Bignay, connue depuis l'antiquité, s'est appelée successivement Bignus, Bignacum, Bignaco puis Bignay, à partir du XVe siècle. Sa toponymie tient son origine d'un domaine gallo-romain formé du nom de propriétaire Binius et du suffixe -acum.

## Histoire
À l'époque romaine Bignay fut le carrefour des deux anciennes voies Romaines Bordeaux-Angers et Limoges-Côte atlantique. De cette époque romaine il reste quelques témoignages : le refuge gallo-romain des gautteleries, l'aqueduc de la vallée du Vivier, le silo devant l'église, la présence dans les sols de tuiles romaines et de céramique sigillée, des entrées de souterrains.
À l'origine, le village, construit dans la forêt, est un village d'agriculteurs.
Après la christianisation de la Saintonge sous le règne de Clovis, la forêt est défrichée, des puits sont construits, le village s'accroît et vit du passage sur les deux grandes voies de circulation.
À la suite de l'invasion des Normands, le village est détruit en 860 et se reconstruit lentement entre les XIIe et XIIIe siècles.
Au XVIe siècle, le village subit l'influence protestante de Saint-Jean-d'Angély mais reste majoritairement catholique.
Après la révolution, le village prend la forme que l'on connaît aujourd'hui.

## Politique et administration

### Liste des maires
| Période                                  | Période  | Identité    | Étiquette | Qualité                    |
| ---------------------------------------- | -------- | ----------- | --------- | -------------------------- |
| 2001                                     | 2014     | Joël Touzet |           |                            |
| 2014                                     | En cours | Alain Mège  | DVG       | Retraité de l'enseignement |
| Les données manquantes sont à compléter. |          |             |           |                            |

## Population et société

### Démographie

#### Évolution démographique
L'évolution du nombre d'habitants est connue à travers les recensements de la population effectués dans la commune depuis 1793. Pour les communes de moins de 10 000 habitants, une enquête de recensement portant sur toute la population est réalisée tous les cinq ans, les populations de référence des années intermédiaires étant quant à elles estimées par interpolation ou extrapolation. Pour la commune, le premier recensement exhaustif entrant dans le cadre du nouveau dispositif a été réalisé en 2005.

En 2022, la commune comptait 363 habitants, en évolution de −12,11 % par rapport à 2016 (Charente-Maritime : +4,04 %, France hors Mayotte : +2,11 %).
| 1793 | 1800 | 1806 | 1821 | 1831 | 1836 | 1841 | 1846 | 1851 |
| ---- | ---- | ---- | ---- | ---- | ---- | ---- | ---- | ---- |
| 416  | 482  | 490  | 457  | 517  | 517  | 478  | 478  | 468  |

| 1856 | 1861 | 1866 | 1872 | 1876 | 1881 | 1886 | 1891 | 1896 |
| ---- | ---- | ---- | ---- | ---- | ---- | ---- | ---- | ---- |
| 442  | 483  | 488  | 482  | 469  | 453  | 431  | 418  | 389  |

| 1901 | 1906 | 1911 | 1921 | 1926 | 1931 | 1936 | 1946 | 1954 |
| ---- | ---- | ---- | ---- | ---- | ---- | ---- | ---- | ---- |
| 338  | 328  | 332  | 287  | 304  | 270  | 269  | 239  | 258  |

| 1962 | 1968 | 1975 | 1982 | 1990 | 1999 | 2005 | 2006 | 2010 |
| ---- | ---- | ---- | ---- | ---- | ---- | ---- | ---- | ---- |
| 247  | 237  | 194  | 244  | 312  | 321  | 375  | 384  | 424  |

| 2015 | 2020 | 2022 | - | - | - | - | - | - |
| ---- | ---- | ---- | - | - | - | - | - | - |
| 414  | 375  | 363  | - | - | - | - | - | - |

#### Pyramide des âges
La population de la commune est relativement âgée.
En 2018, le taux de personnes d'un âge inférieur à 30 ans s'élève à 27,5 %, soit en dessous de la moyenne départementale (29 %). À l'inverse, le taux de personnes d'âge supérieur à 60 ans est de 30,7 % la même année, alors qu'il est de 34,9 % au niveau départemental.
En 2018, la commune comptait 195 hommes pour 204 femmes, soit un taux de 51,13 % de femmes, légèrement inférieur au taux départemental (52,15 %).
Les pyramides des âges de la commune et du département s'établissent comme suit.
| Hommes | Classe d’âge | Femmes |
| ------ | ------------ | ------ |
| 0,5    | 90 ou +      | 0,5    |
| 4,9    | 75-89 ans    | 8,3    |
| 22,4   | 60-74 ans    | 24,5   |
| 22,4   | 45-59 ans    | 21,4   |
| 20,2   | 30-44 ans    | 19,8   |
| 14,8   | 15-29 ans    | 10,9   |
| 14,8   | 0-14 ans     | 14,6   |

| Hommes | Classe d’âge | Femmes |
| ------ | ------------ | ------ |
| 1,1    | 90 ou +      | 2,6    |
| 10,1   | 75-89 ans    | 12,6   |
| 22     | 60-74 ans    | 23,2   |
| 20,1   | 45-59 ans    | 19,7   |
| 16,1   | 30-44 ans    | 15,6   |
| 15,2   | 15-29 ans    | 12,7   |
| 15,4   | 0-14 ans     | 13,6   |

## Lieux et monuments
- L'église Saint-Sauveur de Bignay.
- Le cimetière de Bignay (classé parmi les Monuments Historiques).
- Le château de Bignay, au nord du village
- Le hameau du Vivier et ses restes d'un village gaulois.

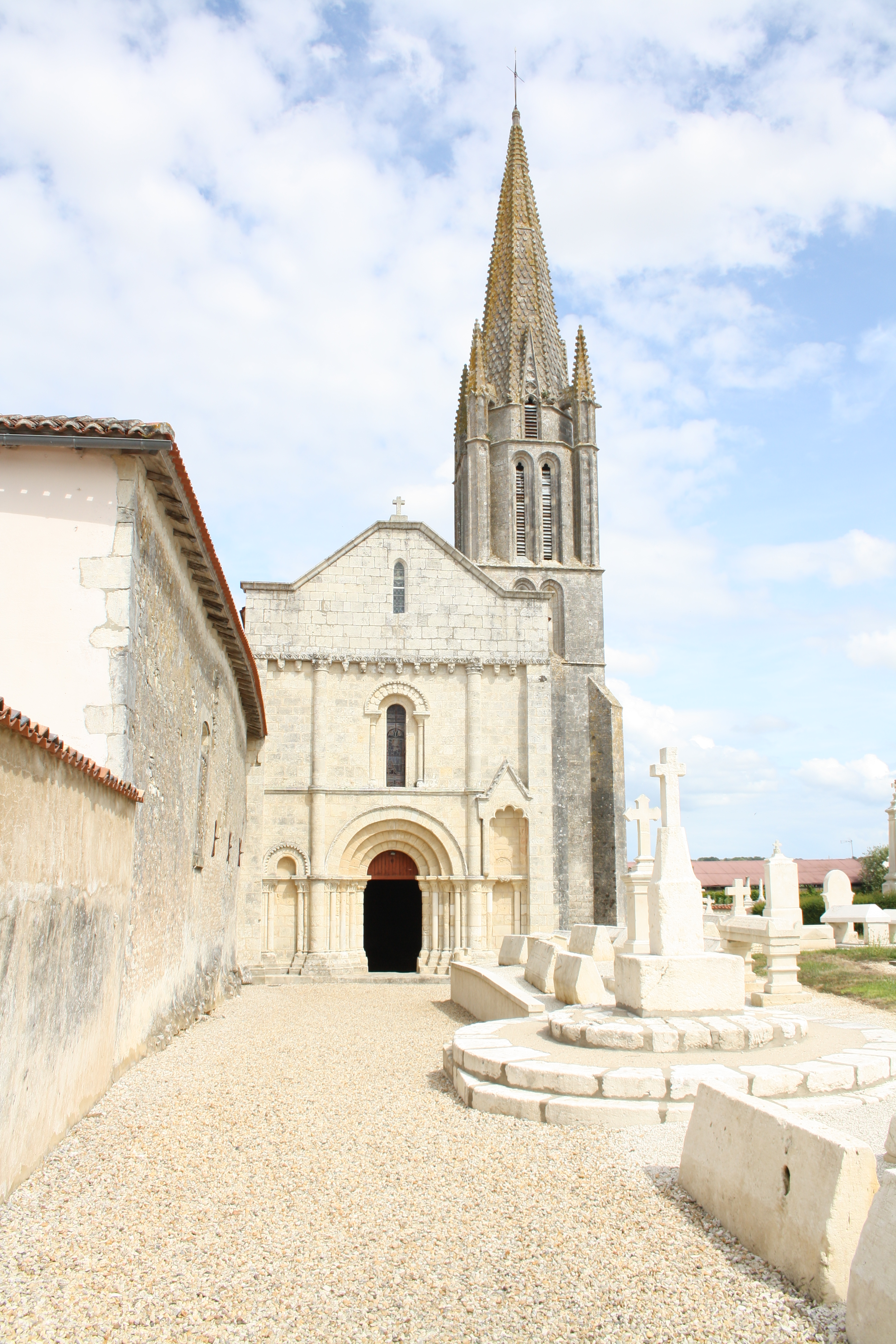
L'église de Bignay.
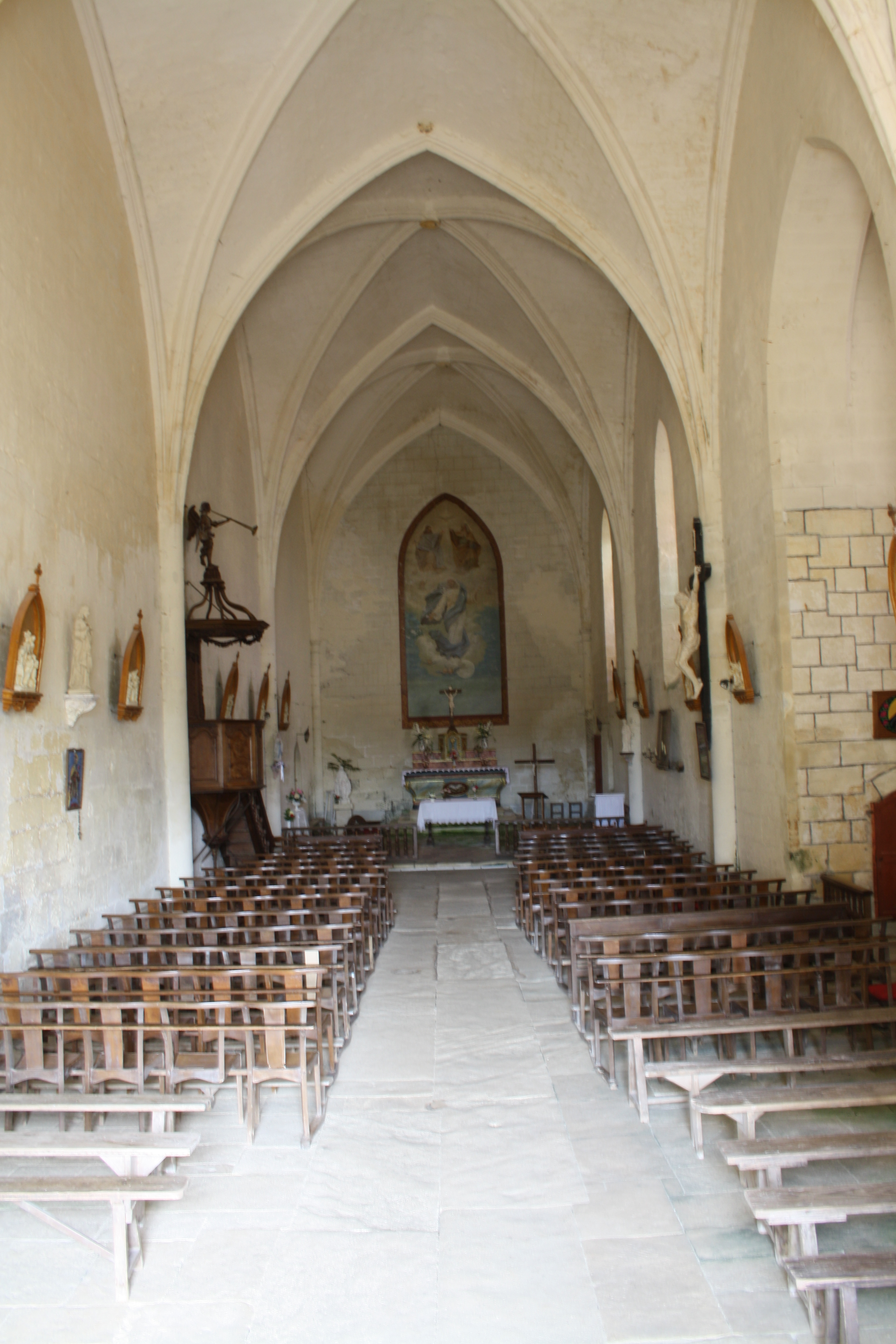
L'intérieur de l'église de Bignay.
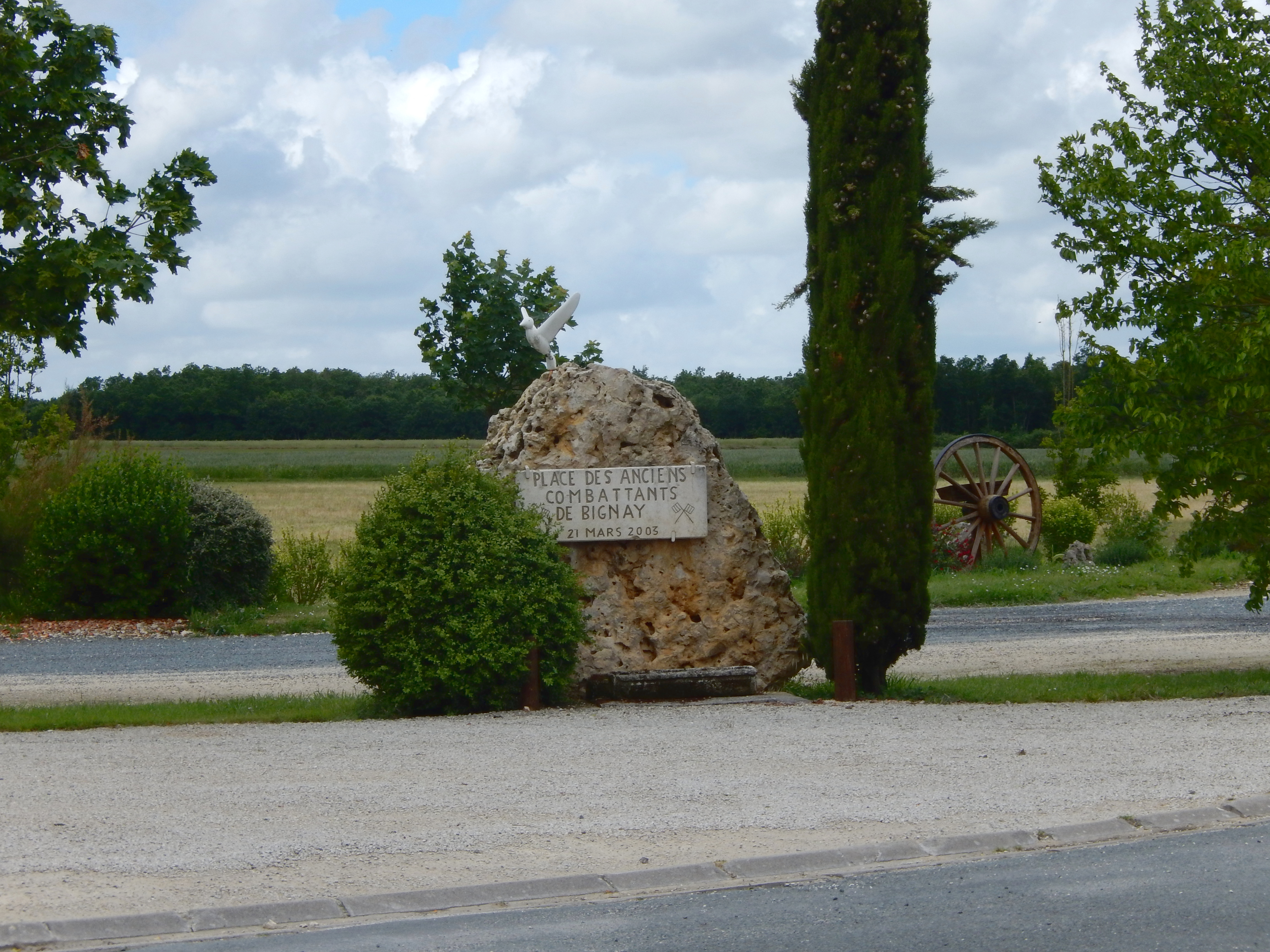
Place des anciens combattants.
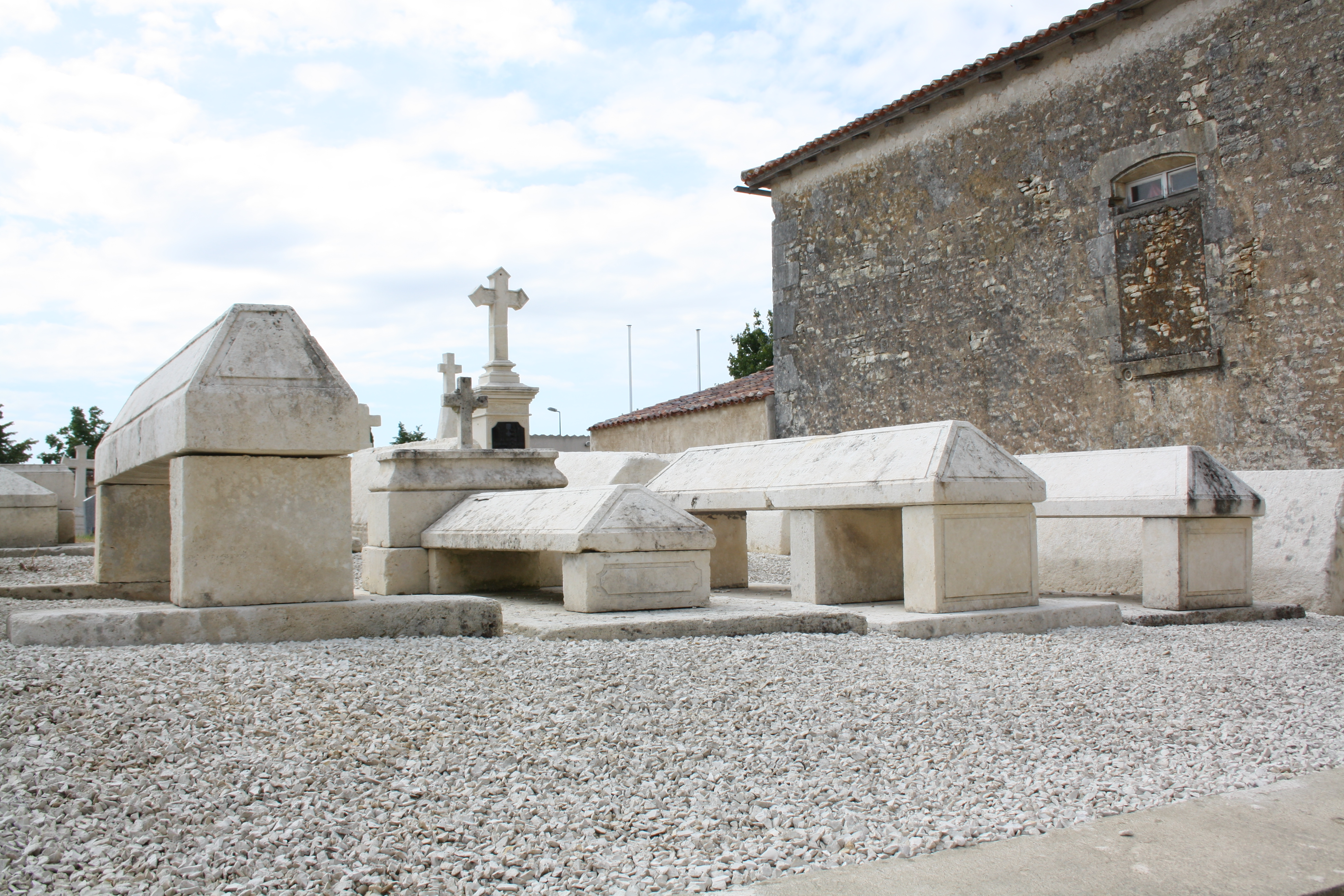
Le cimetière.
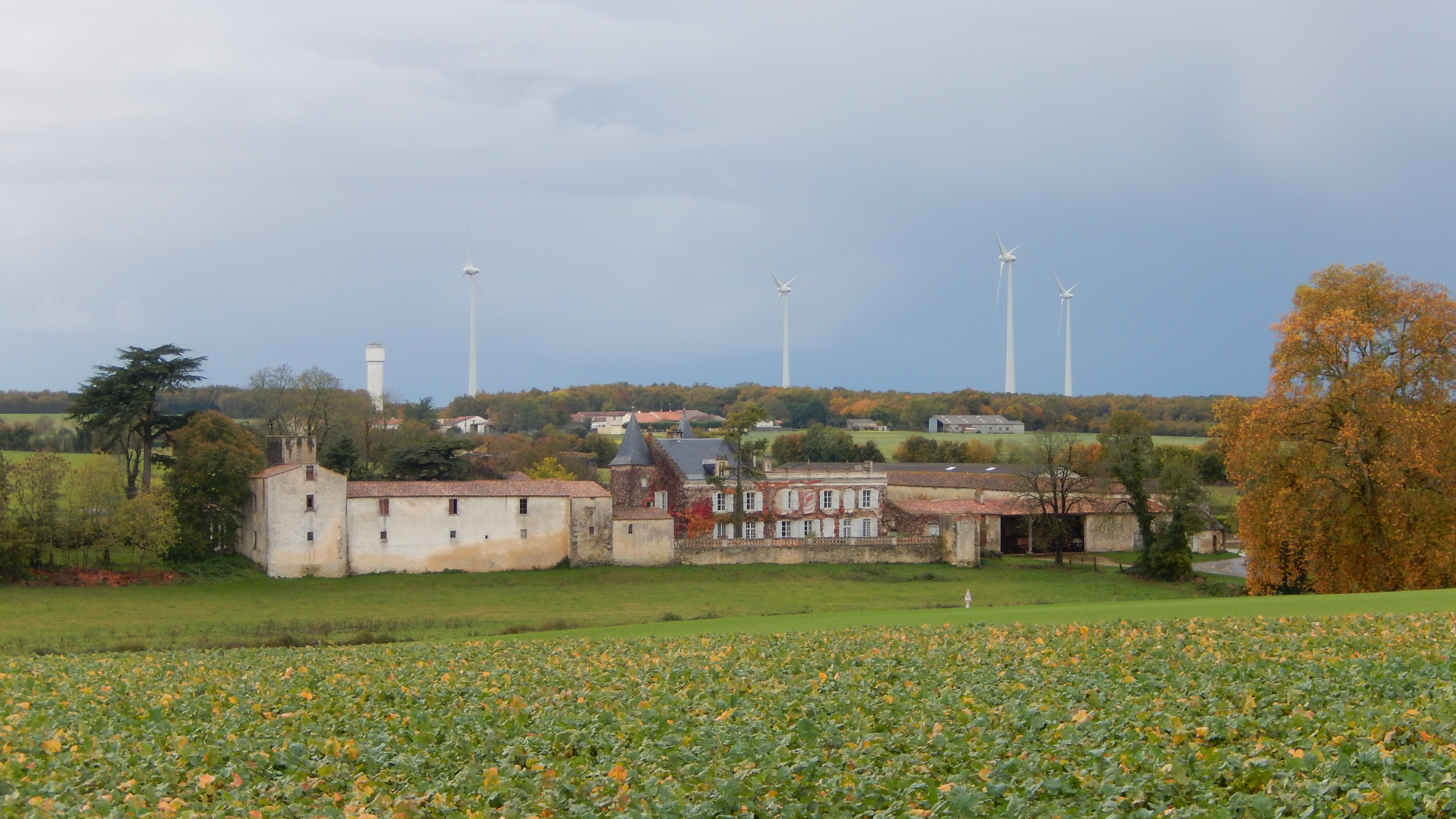
Le château.

## Personnalités liées à la commune
- Ronnie Caryl, guitariste, ami de Phil Collins, pour lequel il a participé à l'enregistrement de deux albums, Dance into the light et Going Back.